# Burmadictynidae
Burmadictynidae Wunderlich, 2017, è una famiglia fossile di ragni araneomorfi.

## Distribuzione
Le specie di questa famiglia sono state scoperte all'interno di ambra rinvenuta in Birmania e vengono datate come risalenti al Cretaceo.

## Tassonomia
Secondo il World Spider Catalog 19.0 la famiglia Burmadictynidae si compone di 2 generi e 5 specie:
- Burmadictyna Wunderlich, 2008 †
  - Burmadictyna clava Wunderlich, 2015 †
  - Burmadictyna excavata Wunderlich, 2015 †
  - Burmadictyna pecten Wunderlich, 2008 †
  - Burmadictyna postcopula Wunderlich, 2017 †
- Eodeinopis Wunderlich, 2017 †
  - Eodeinopis longipes Wunderlich, 2017 †